# Jan Hoogveld
Johannes Hendrikus Everardus Jacobus (Jan) Hoogveld, ook wel dr. Jan genoemd, (Elden, 25 juli 1878 - Nijmegen, 23 juli 1942) was een Nederlandse rooms-katholieke geestelijke, hoogleraar en medeoprichter van de Katholieke Universiteit Nijmegen.
Hoogveld was het oudste kind van landbouwer Richardus Hendrikus Romanus Hoogveld en Catharina Constantia Schouten. Hij bezocht het Nijmeegse Dominicus College en ging vervolgens naar het kleinseminarie van Culemborg. Hij studeerde vervolgens aan het Seminarie Rijsenburg en werd in 1902 priester gewijd. Na zijn priesterwijding vertrok hij naar Rome, waar hij aan het Angelicum in 1904 promoveerde in zowel de theologie als de wijsbegeerte. Tussen 1906 en 1921 doceerde hij filosofie aan het kleinseminarie van Culemborg, waar hij zijn studenten - onder wie de latere kardinaal Bernardus Alfrink, vooral opleidde in de thomistische wijsbegeerte. Vanaf 1915 doceerde hij daarnaast pedagogiek aan de R.K. Leergangen in 's-Hertogenbosch. Hoogveld was medeoprichter en redacteur van De Beiaard en van het Tijdschrift voor Zielkunde en Opvoedingsleer.
Nadat de Katholieke Universiteit was opgericht werd hij er in 1923 een van de eerste hoogleraren in de wijsbegeerte. Zijn leeropdracht strekte zich uit van de rechtsfilosofie tot de politiek. Na het overlijden van de aartsbisschop van Utrecht, Henricus van de Wetering, werd hij door het metropolitaan kapittel als eerste op de voordracht geplaatst, maar kennelijk op aandringen van enkele Belgische bisschoppen, werd hij door Rome gepasseerd, omdat hij zich tijdens de Eerste Wereldoorlog zou hebben doen kennen als een aanhanger van de Vlaamse Beweging.
In de zomer van 1940 werd Hoogveld door de Gestapo opgepakt omdat hij banden zou onderhouden met de jezuïet Friedrich Muckermann. Deze pater had zich doen gelden als een fanatieke tegenstander van het nationaalsocialisme en was in 1938 via Nederland naar Zwitserland gevlucht. Zonder enige vorm van proces werd Hoogveld eerst in de strafgevangenis van Arnhem, later in die van Emmerik opgesloten. Zijn gezondheid ging hard achteruit en na vijf maanden werd hij vrijgelaten. Herstellen deed hij niet meer en hij overleed in 1942. Zijn naam staat vermeld op de gedenkplaats van de oorlogsslachtoffers van de Katholieke Universiteit.
- Biografisch Portaal: 00532551
- Digitale Bibliotheek voor de Nederlandse Letteren: hoog225
- International Standard Name Identifier: 0000 0000 6217 1519
- Nationale Bibliotheek van Tsjechië: xx0266005
- Nederlandse Thesaurus van Auteursnamen: 069212724
- Virtual International Authority File: 89501208